# 何士杰
何士杰（Kash Heed，1955年11月—），加拿大政治人物，2022年起任職卑詩省列治文市議會議員，在此之前則於2009年-13年間以卑詩自由黨黨員身份擔任卑詩省議會溫哥華菲沙圍選區議員，期間曾在省長金寶爾內閣中擔任公共安全及法務廳長。從政前他曾供職溫哥華警察局多年，陸續晉升至該局警司，2007年-09年間則任西溫哥華警察局總長，為加拿大首位印裔警察總長。

## 背景
何士杰從1965年起居於卑詩省列治文，1979年從卑詩警察學院畢業後加入溫哥華警察局，晉升至督察後曾任第三區（即溫哥華東南部）指揮官，晉升至警司後則主管溫市南部。他供職溫市警局期間亦曾領導緝毒隊和印裔幫派專案組，並協助落實該局的「COMPSTAT」資訊科技系統。2007年6月溫市警局甄選新任總長，何士杰為當局考慮人選之一，但最終由副局長朱小蓀勝任。同年7月他獲任為西溫哥華警察局總長，任內倡議成立大溫哥華地區聯合警隊以打擊幫派罪案。

## 從政

### 省議員
他任職西溫警察總長一年半後，於2009年2月23日以私人理由辭職，但當時外界已猜測他有意從政。2009年4月8日，他宣布於同年省選代表卑詩自由黨競逐省議會溫哥華菲沙圍選區議席。競選期間他的宣傳單印有他穿著警隊制服的照片，惹來對手新民主黨候選人姚永安批評。何士杰於同年5月省選擊敗姚永安晉身省議會，同年6月則獲省長金寶爾任命為公共安全及法務廳長。
2010年4月9日，因應皇家加拿大騎警就其競選辦公室員工涉嫌違反選舉法而展開調查，何士杰辭去廳長職務，成為卑詩省25個月內第三名因牽涉法律問題而辭職的法務廳長。調查發現其競選團隊散發匿名單張，指控新民主黨有意將海洛英和可卡因合法化以及引入遺產稅，但特別檢控官羅拔臣（Terry Robertson）裁定何士杰本人沒有犯錯，何士杰亦於2010年5月4日重返內閣。然而，羅拔臣被揭發其所屬之律師事務所曾向自由黨捐款，他因此於不足24小時內辭任特別檢控官；何士杰亦再度辭任法務廳長以候新任特別檢控官進行調查。
皇家騎警調查指何士杰競選團隊散發上述匿名單張時未有申報相關開支，因此其競選活動實際開支超越當局所設的七萬元上限。何士杰承認超出上限5579元，但表示他將開支事務交予競選團隊管理，因此當時並不知情。法庭其後將超支金額修定至四千元，而罰款金額則為超支金額之雙倍，何士杰遂於2011年被卑詩最高法院罰款八千元，但獲允保留其省議會議席。他未有於2013年省選競逐連任，卸任後於2016年到素里的「107.7 Pulse FM」電台任職廣播主持，但於2017年2月離開該台。

### 市議員
2022年8月，何士杰宣布與前列治文市議員鄧偉雄合組新黨「列治文崛起」（Richmond Rise），兩人共同參與同年市議會選舉；他亦表示日後會考慮競選列治文市長。他於同年10月15日市選在眾候選人得票中排行第八，當選八名市議員之一。
何士杰於2024年2月與另一名市議員在市議會引入動議，提出研究在列治文醫院設立受管服毒場所，以求減低服毒過量風險。建議惹來極大反響，過萬人聯署反對項目，數百人在市議會會議當晚於市政府大樓外示威。市議會聽取市民發言後進行表決，以七票對兩票通過動議。然而，負責有關事項的溫哥華沿岸衛生局於同月14日表示列治文醫院並非設立相關場所之最佳地點；列治文市長馬保定則於同月27日稱市府無意尋求許可設立相關場所。

## 外部連結
- （英文）列治文市政府網站 何士杰議員分頁 （页面存档备份，存于）